# Xenon (Objektiv)

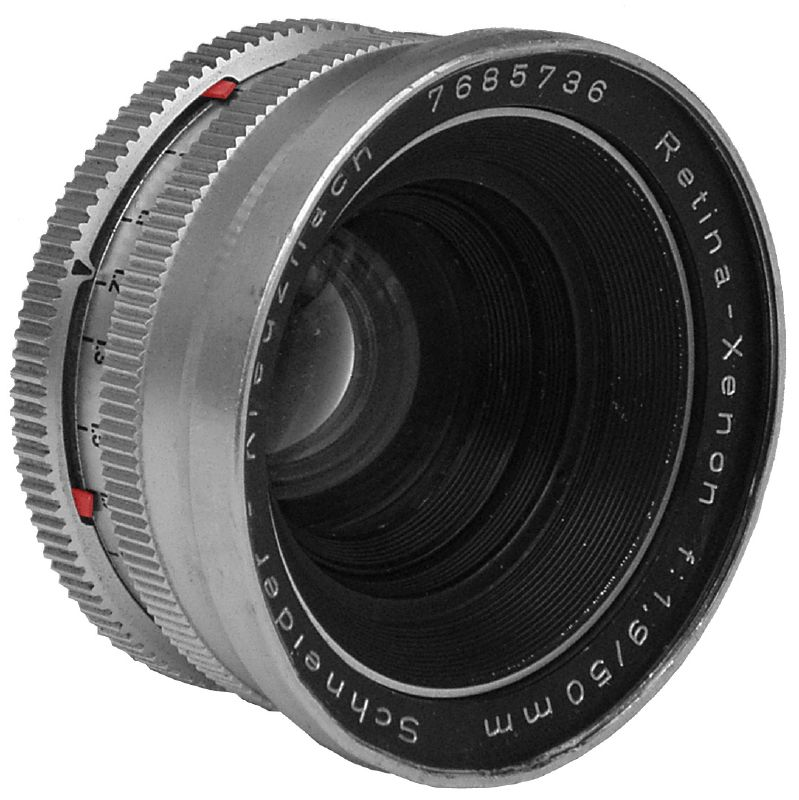
Eine 50 mm, F=1:1,9-Variante des Xenon

Das Xenon ist ein 1925 von Albrecht W. Tronnier entwickeltes und von Jos. Schneider Optische Werke produziertes Fotoobjektiv. Der Typ der Xenon-Objektive ist vom Gaußschen Doppelobjektiv abgeleitet.
Bei Objektiven, die ausgehend von den Designs Tronniers unter dem Namen Xenon angeboten wurden, handelt es sich in der Regel um
6- oder 7-linsige Objektive vom Typ des Gaußschen Doppelobjektivs. Alle drei Elemente der vorderen Linsengruppe können dabei einzeln stehen. Basis der regulären Modelle waren einige Tronnier-Patente für dessen damaligen Arbeitgeber Schneider-Kreuznach. Zu nennen ist etwa das Deutsche Reichspatent 439.556 von 1927 oder das US-Patent 2.106.077. Die ursprüngliche Auslegung war für ein Objektiv mit einer Lichtstärke von f=1:2,0 bei einem Bildwinkel von 50°. Ausgehend von dem Grundtyp wurden die Designs stetig weiterentwickelt, indem die Möglichkeit der Oberflächenvergütung oder die Verfügbarkeit neuer optischer Gläser berücksichtigt wurden.